# Mercedes-Benz Axor
Axor je název pro řadu nákladních vozidel značky Mercedes-Benz společnosti Daimler AG vyráběná v letech 2001–2013.

## Premiéra 2001
V létě 2001 nahradila nová řada Axor těžkou řadu menšího modelu Mercedes-Benz Atego (15 a 18tunové nákladní vozy). S tonážemi od 18 do 26 tun pokrývá spektrum mezi velkou řadou Actros a menší Atego. Oproti Actrosu není menší Axor vybaven naftovým vidlicovým šestiválcem OM 501 LA, ale řadovým šestiválcem OM 906 LA z Atega. Ten je k dispozici s výkony mezi 170 a 205 kW (231–279 k) nebo 850–1120 Nm, oproti kterým má OM 906 LA (tehdy označovaný jako OM 926 LA), zvětšený objem na 7,2 litru, výkon 240 kW (326 k) a 1300 Nm. Největší variantou je 12litrový řadový šestiválec OM 457 LA o výkonu 260 až 315 kW (354–428 k) a 1850–2100 Nm. 

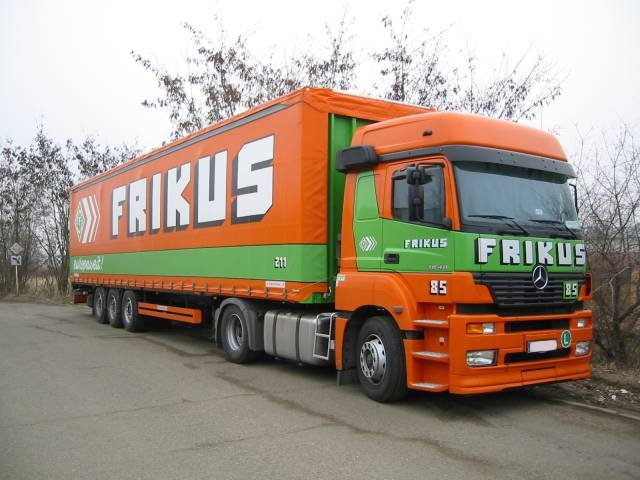
Axor
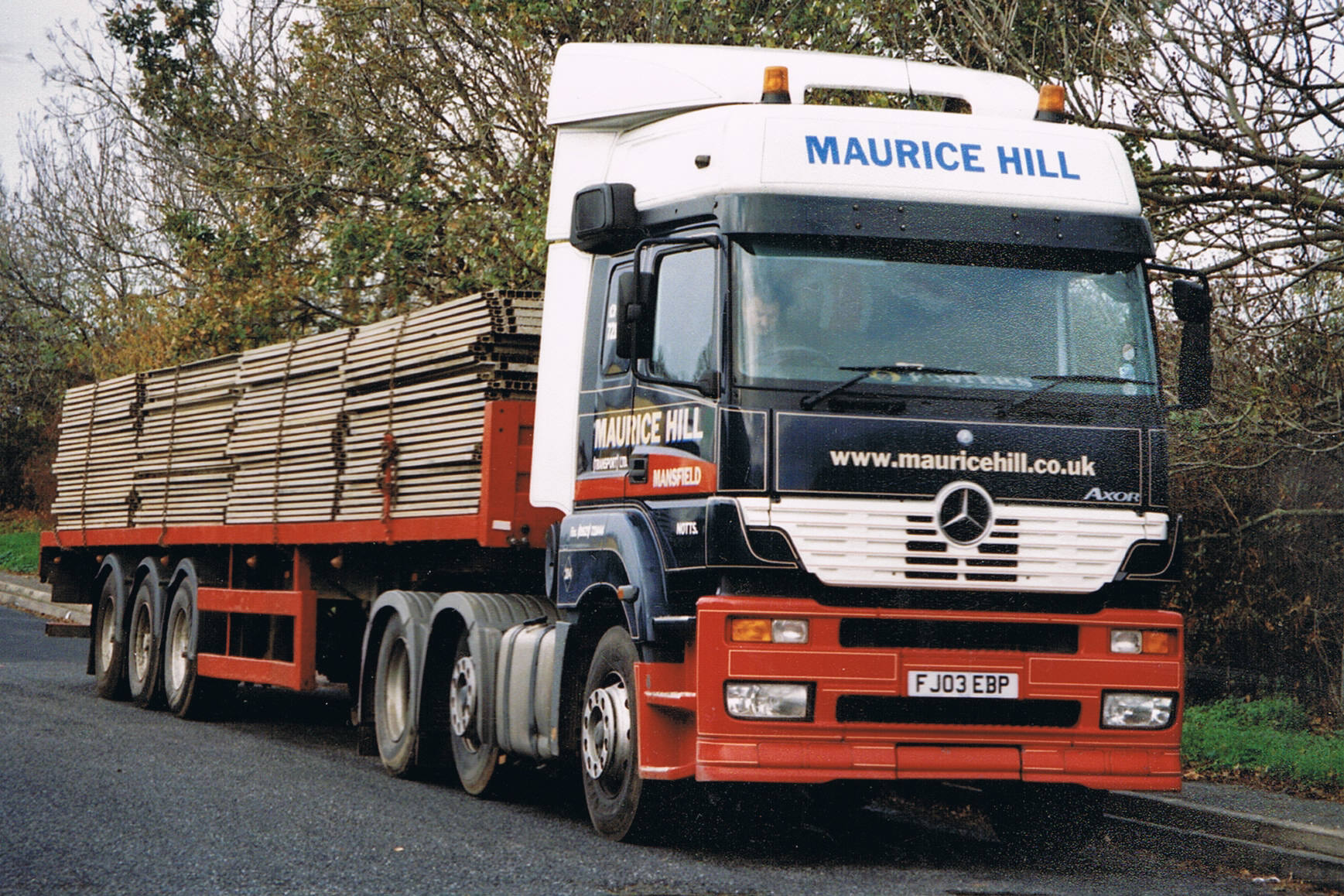
Axor

Již při zahájení sériové výroby nabízel Mercedes-Benz novou řadu s kabinou S, prodlouženou S, L (jedno lůžko) a L s vysokou střechou (dvě lůžka) známými z modelu Atego a také s různými rozvory mezi 3150 mm a 6300 mm. Ty lze kombinovat s různými nástavbami jako jsou sklápěče, návěsy a valníky. Typy G42/5-5 s 5 rychlostními stupni, G60/6-6 a G85/ 6-6 se 6 rychlostními stupni a 12stupňovou převodovkou (6stupňová základní převodovka s dělením, jedna zpátečka) z Atega byly dostupné též. 
| Model | Válce         | Motor     | Objem     | Vrtání × zdvih | Výkon                          | Točivý moment               |
| ----- | ------------- | --------- | --------- | -------------- | ------------------------------ | --------------------------- |
| 1823  | Řadový 6válec | OM 906 LA | 6374 cm³  | 102 × 130 mm   | 170 kW (231 PS) při 2300 min−1 | 810 Nm při 1200–1600 min−1  |
| 1828  | Řadový 6válec | OM 906 LA | 6374 cm³  | 102 × 130 mm   | 205 kW (279 PS) při 2300 min−1 | 1100 Nm při 1200–1600 min−1 |
| 1833  | Řadový 6válec | OM 926 LA | 7201 cm³  | 106 × 136 mm   | 240 kW (326 PS) při 2200 min−1 | 1300 Nm při 1200–1600 min−1 |
| 1835  | Řadový 6válec | OM 457 LA | 11967 cm³ | 128 × 155 mm   | 260 kW (354 PS) při 1900 min−1 | 1850 Nm při 1100 min−1      |
| 1840  | Řadový 6válec | OM 457 LA | 11967 cm³ | 128 × 155 mm   | 295 kW (401 PS) při 1900 min−1 | 2000 Nm při 1100 min−1      |
| 1843  | Řadový 6válec | OM 457 LA | 11967 cm³ | 128 × 155 mm   | 315 kW (428 PS) při 1900 min−1 | 2100 Nm při 1100 min−1      |

### První facelift (2004)
Na Mezinárodní výstavě užitkových vozidel v roce 2004 byl předveden facelift, ve kterém byly světlomety a zbytek přední části těsněji sladěny s novým Actrosem (od března 2003). Motory zůstaly, ale mohly být nyní vybaveny novou hydraulicky ovládanou převodovkou s názvem G131-9 (čtyřstupňová základní převodovka s děleným a plazivým převodem a také zpátečkou) nebo obdobně novým G85-6 s automatickým řazením Telligent (jedna z technologií převzatých z Actrosu), který mimo jiné nabízí také brzdové a asistenční řízení Telligent (ABS, ASR, BAS atd.) a další funkce, jako je kontrola náklonu. 

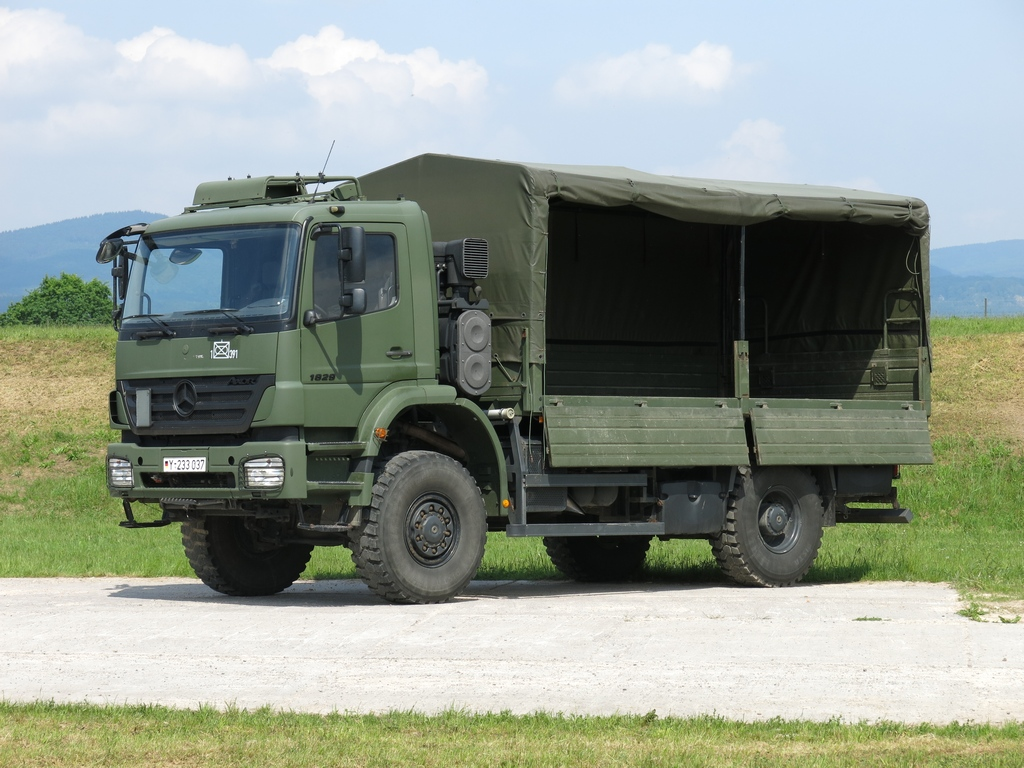
Axor 1829 Bundeswehru
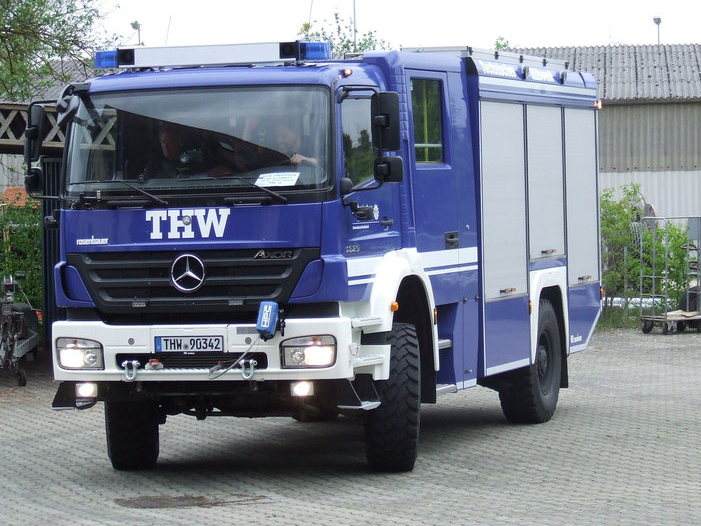
Axor 1829 THW
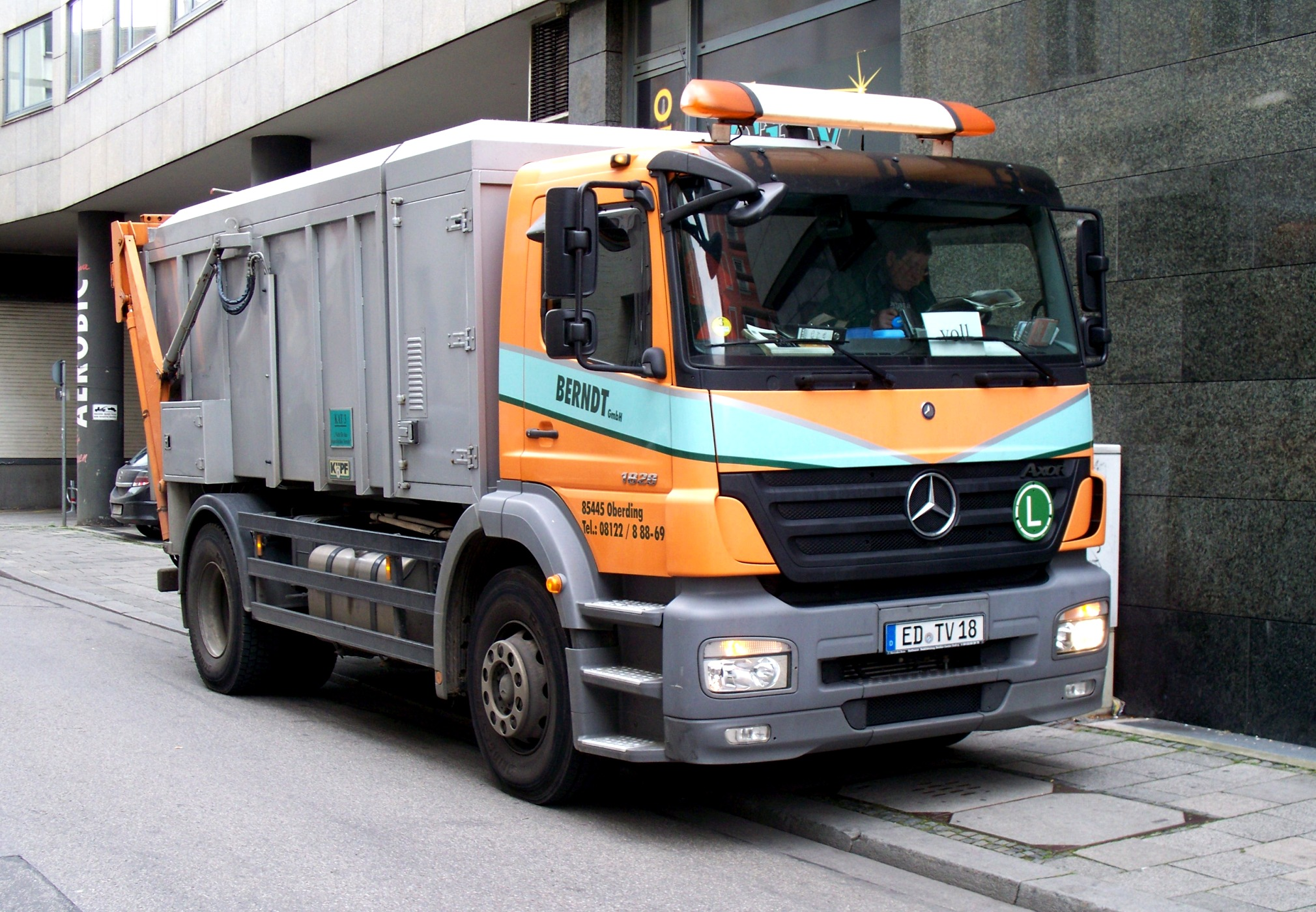
Popelářský Axor
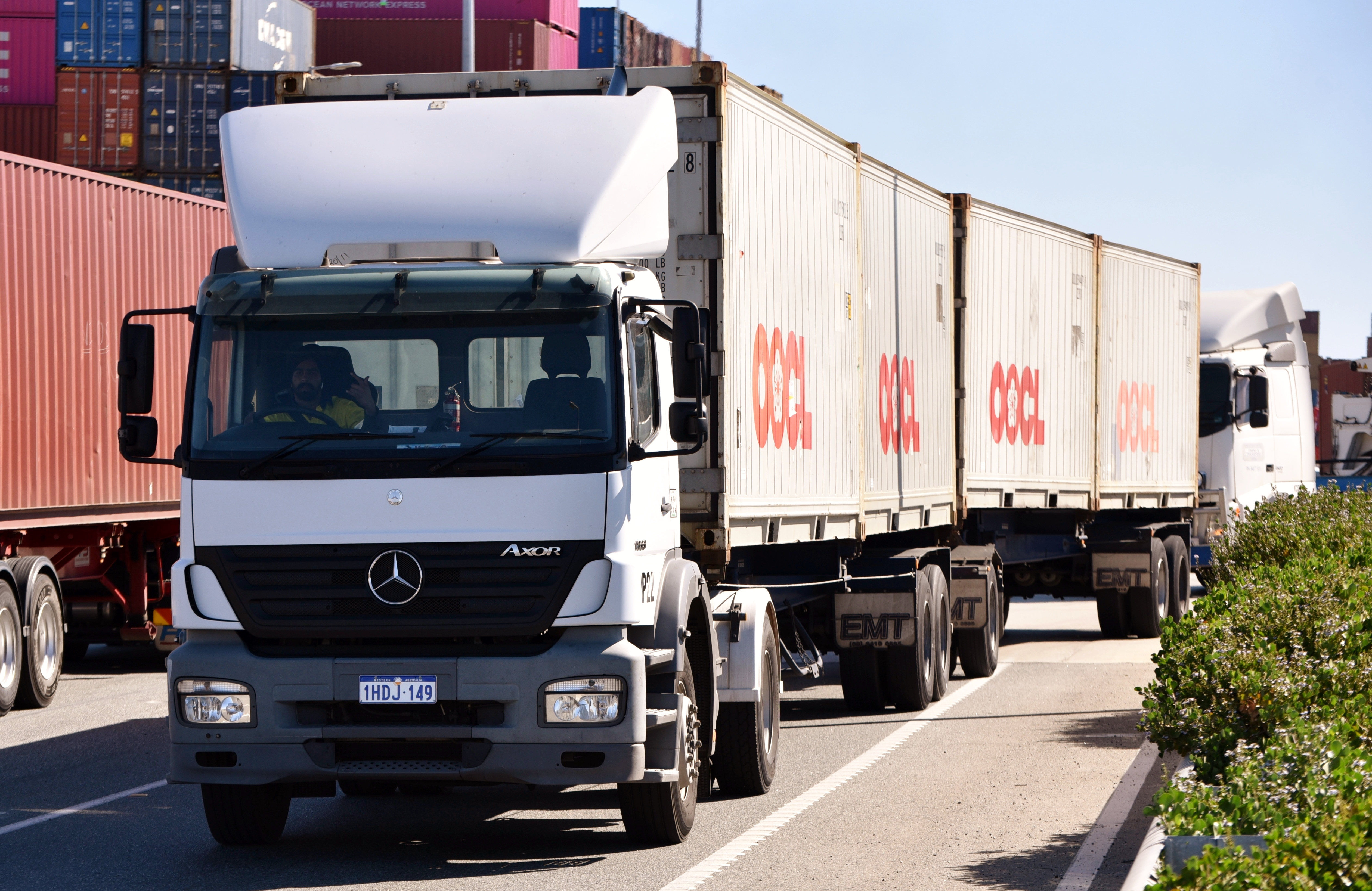
Axor 1833
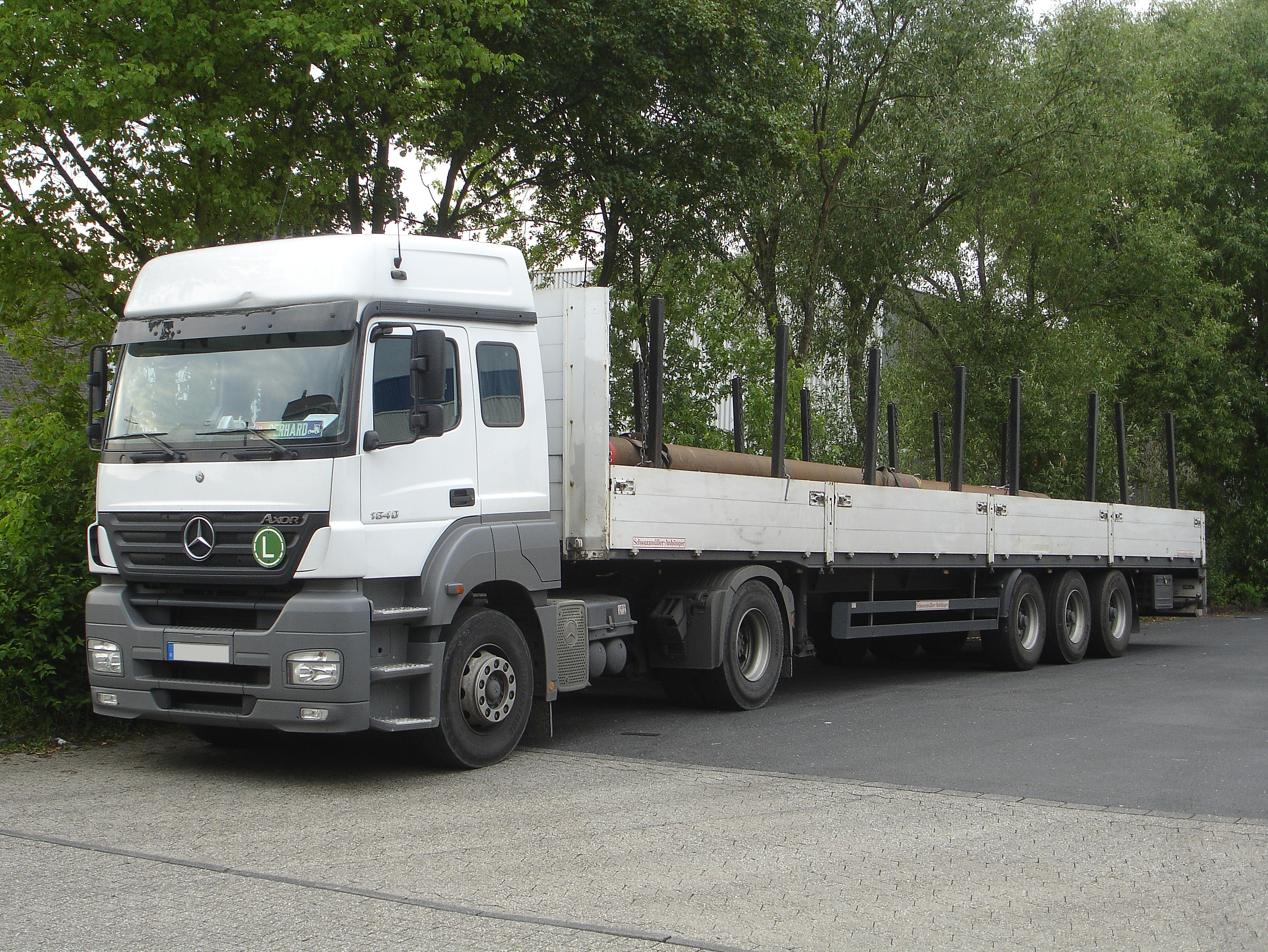
Axor 1840 LH

Stejně jako u dalších dvou modelových řad přepracoval Mercedes celé stanoviště řidiče, které je od té doby modernější a podobné osobnímu automobilu a je k dispozici ve třech různých verzích: jako distribuční, dálková a komfortní varianta, přičemž všechna vozidla jsou standardně vybavena distribučním stanovištěm. Místo řidiče v distribuční verzi má také úzký parapet pro usnadnění přístupu k sedadlu spolujezdce a v případě potřeby může být vybaveno prostředním sedadlem. Dálkové a komfortní varianty mají širší parapet s přídavnými policemi, kvalitnější povrch (komfort) nebo mnoho polic na tunelu motoru (pro přepravu na dlouhé vzdálenosti). Další důležitou novinkou byla rozšířená lůžka, která jsou nyní dostatečně široká na 64,5 cm (dole) a 70 cm (nahoře) a pro větší pohodlí mají odolný lamelový rošt.
Nové motory
| Model | Válce         | Motor     | Objem     | Vrtání × zdvih | Výkon                          | Točivý moment               |
| ----- | ------------- | --------- | --------- | -------------- | ------------------------------ | --------------------------- |
| 1824  | Řadový 6válec | OM 906 LA | 6374 cm³  | 102 × 130 mm   | 175 kW (238 PS) při 2200 min−1 | 850 Nm při 1200–1600 min−1  |
| 1826  | Řadový 6válec | OM 906 LA | 6374 cm³  | 102 × 130 mm   | 188 kW (256 PS) při 2200 min−1 | 970 Nm při 1200–1600 min−1  |
| 1829  | Řadový 6válec | OM 906 LA | 6374 cm³  | 102 × 130 mm   | 210 kW (286 PS) při 2200 min−1 | 1120 Nm při 1200–1600 min−1 |
| 1833  | Řadový 6válec | OM 926 LA | 7201 cm³  | 106 × 136 mm   | 240 kW (326 PS) při 2200 min−1 | 1300 Nm při 1200–1600 min−1 |
| 1836  | Řadový 6válec | OM 457 LA | 11967 cm³ | 128 × 155 mm   | 265 kW (360 PS) při 1900 min−1 | 1850 Nm při 1100 min−1      |
| 1840  | Řadový 6válec | OM 457 LA | 11967 cm³ | 128 × 155 mm   | 295 kW (401 PS) při 1900 min−1 | 2000 Nm při 1100 min−1      |
| 1843  | Řadový 6válec | OM 457 LA | 11967 cm³ | 128 × 155 mm   | 315 kW (428 PS) při 1900 min−1 | 2100 Nm při 1100 min−1      |

### Druhý facelift (2011)
V roce 2011 prošel Axor dalším faceliftem. Přední část vozidla byla přepracována a od té doby připomínala spíše Actros 3. generace. 

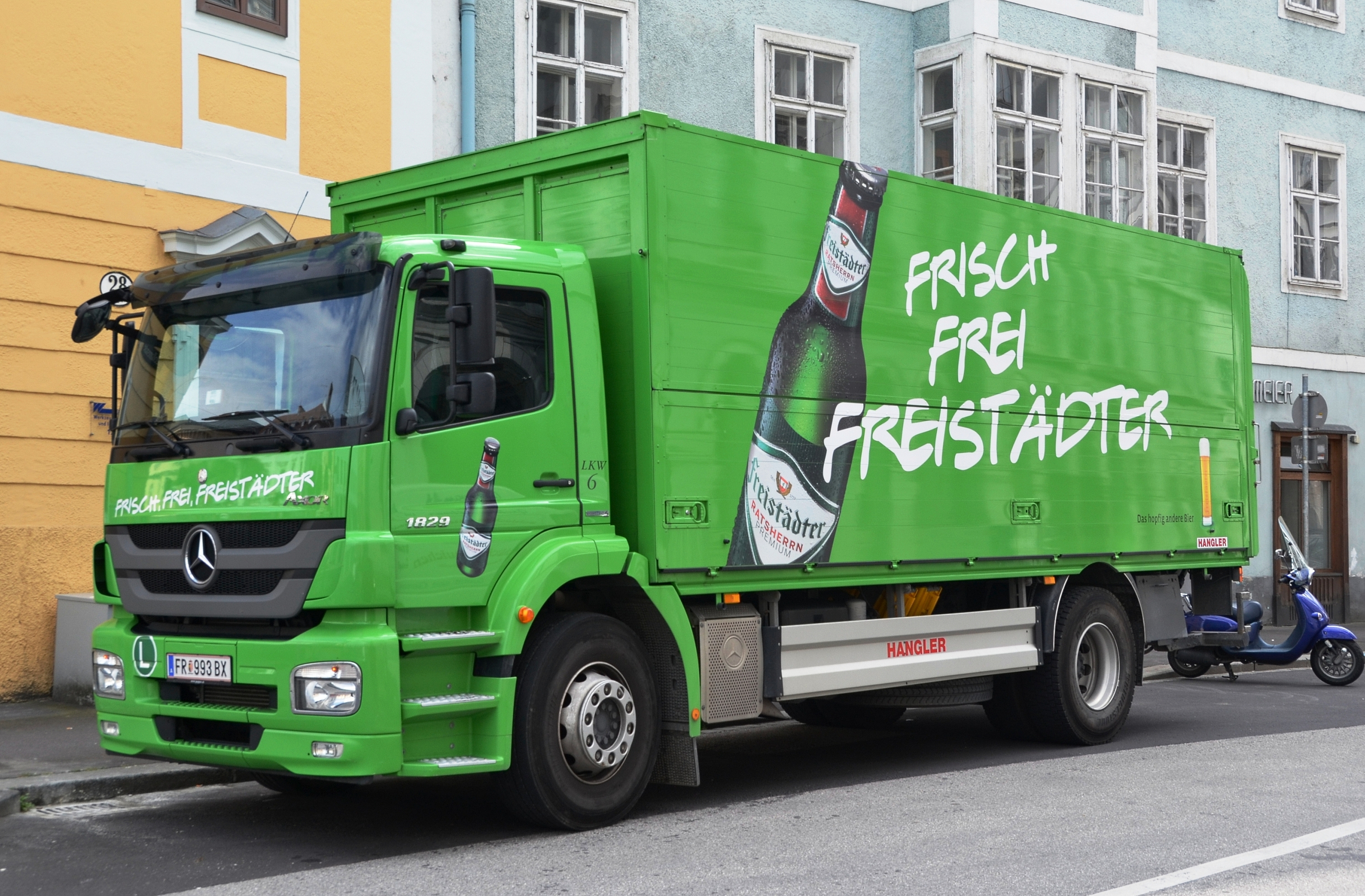
Axor 1829
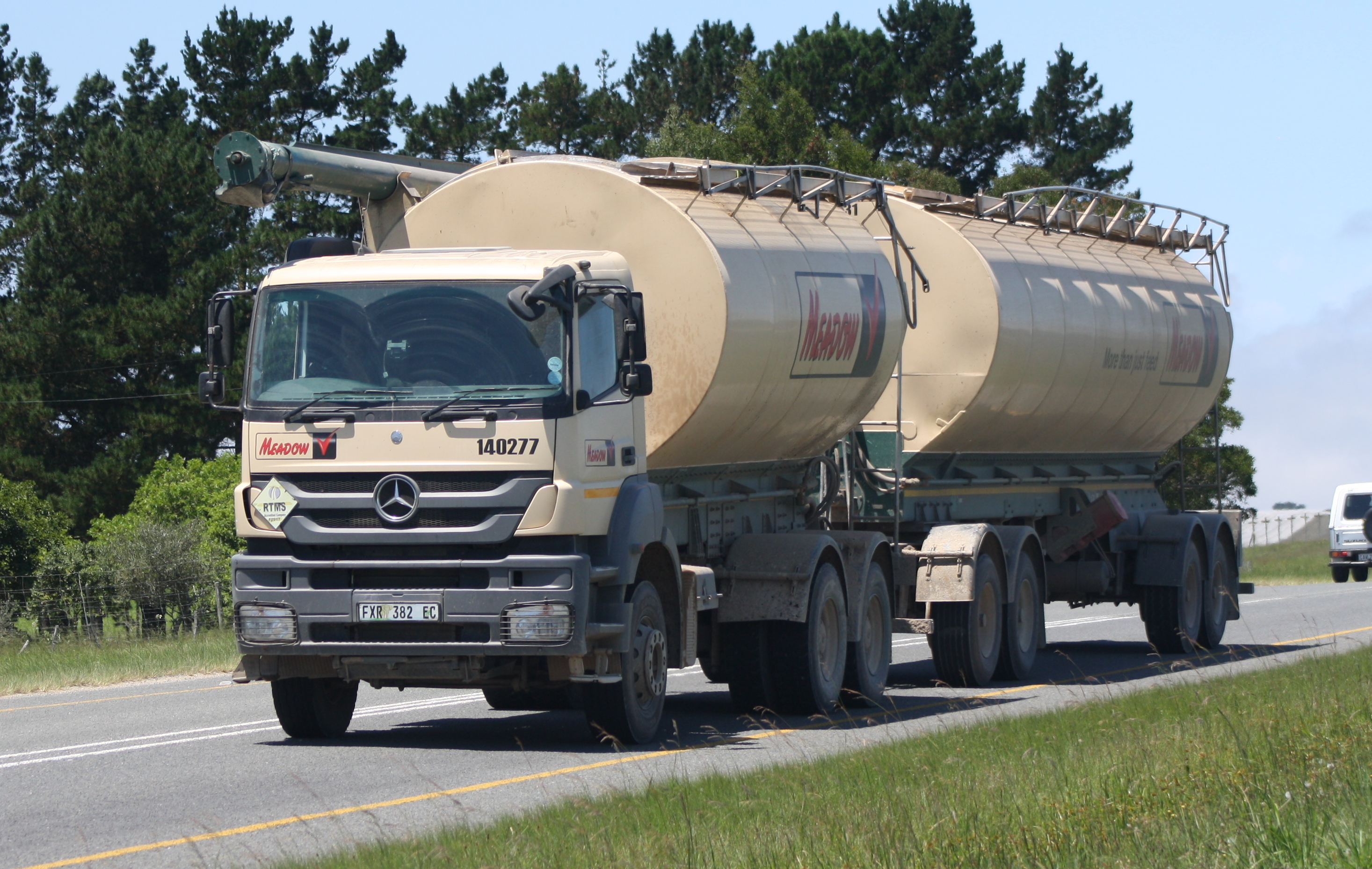
Axor 3335
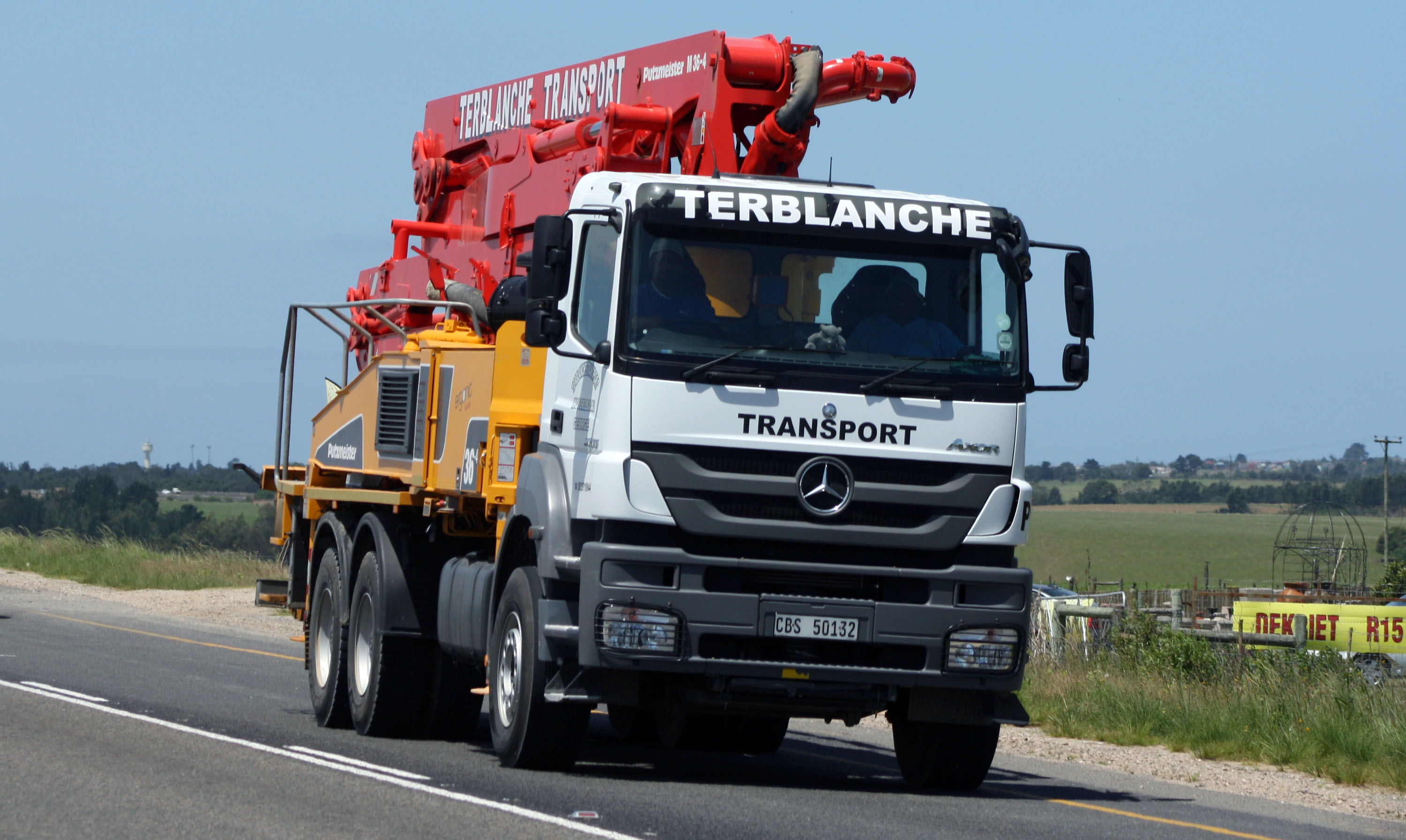
Axor
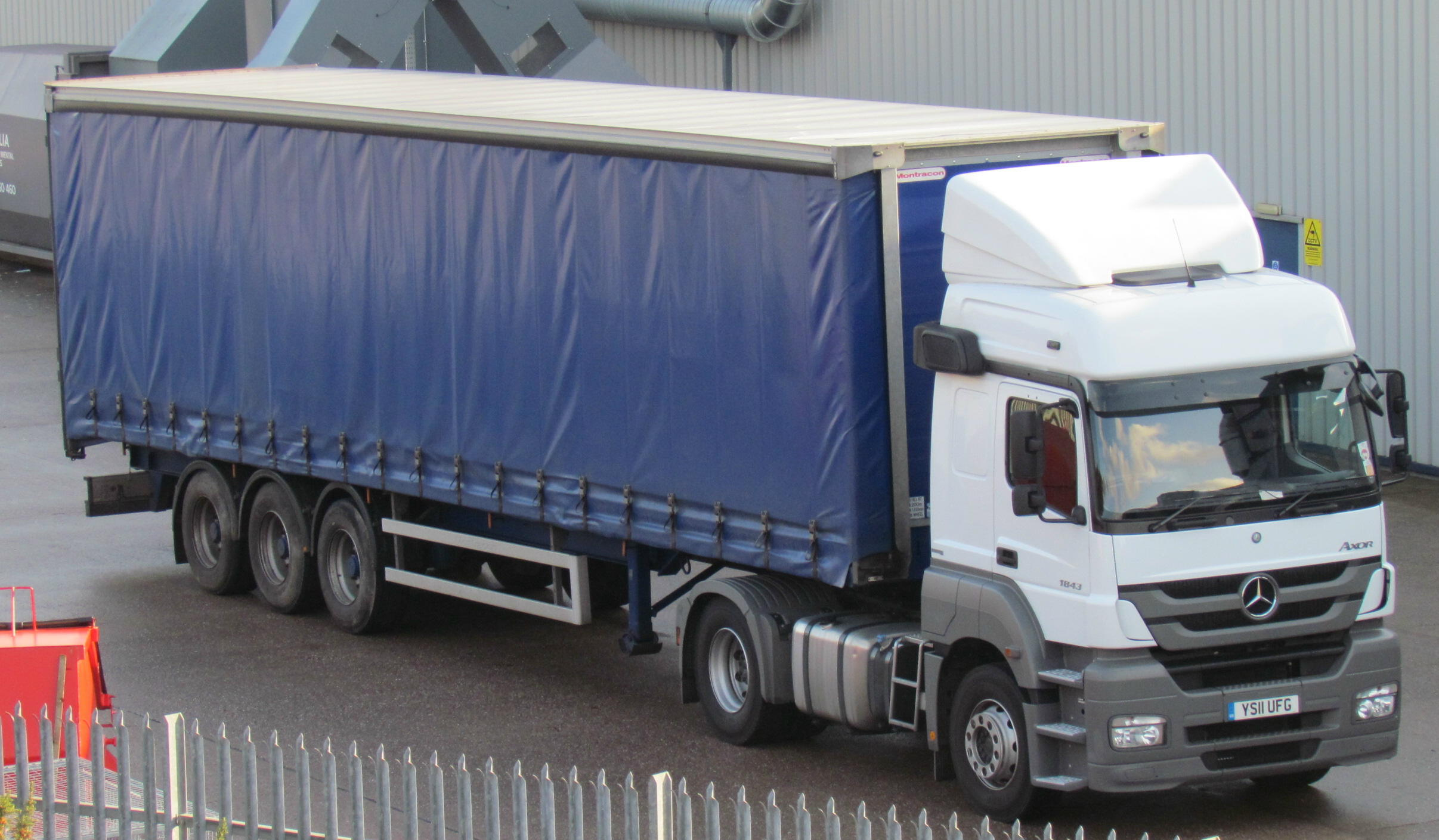
Axor 1843
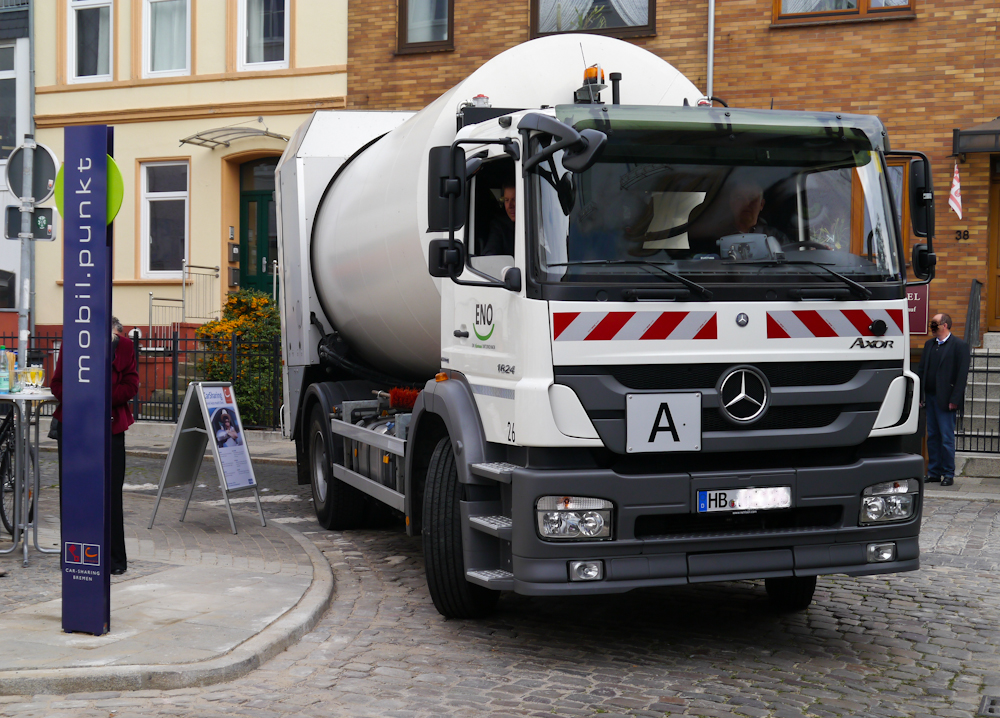
Axor 1824

## Nástupnické modely 2012
S přechodem na EU VI má Axor dva různé nástupce. V těžké rozvážkové dopravě přebral jeho úlohu Mercedes-Benz Antos, zatímco Mercedes-Benz Arocs zejména pro provoz na stavbách. Známý Axor bude i nadále k dispozici paralelně pro aplikace EU III, IV a V. 

## Další použití

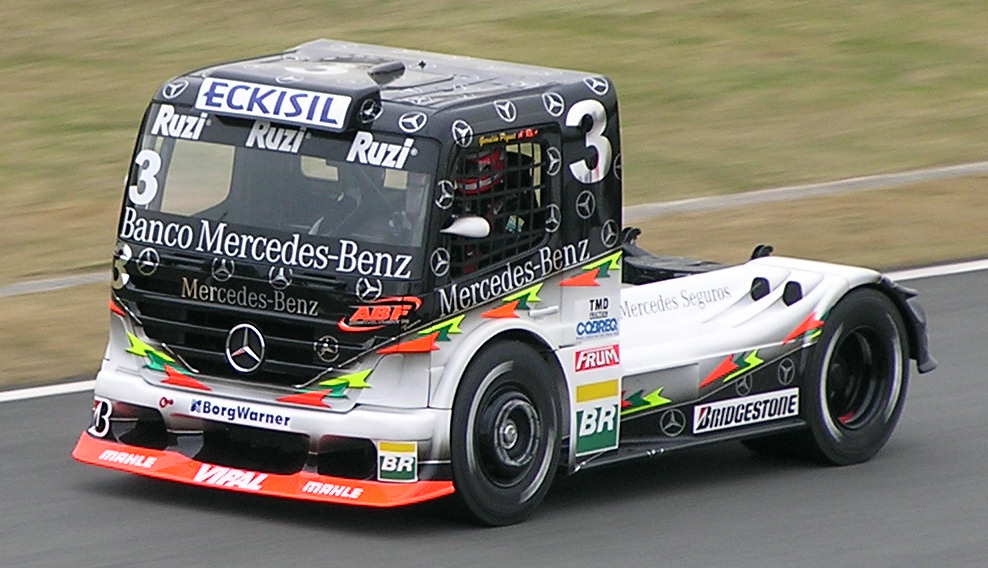
Závodní Axor v roce 2006

Od konce roku 2007 Bundeswehr záváděl částečně militarizovanou verzi vozidla tohoto typu, která nahradila předchozí nákladní vozy třídy 5 tun (Mercedes Benz 1017).